# Passalinae
Passalinae es una subfamilia de coleópteros polífagos perteneciente a la familia Passalidae.

## Géneros
TribuPassalini Leach 1815
| - Analaches - Austropassalus - Cacoius - Episphenoides - Gonatas - Hincksius - Labienus - Passalus | - Passipassalus - Paxillus - Pelops - Pentalobus - Pharochilus - Protomocoelus - Ptichopus - Spasalus |

TribuProculini Kaup, 1868
| - Heliscus - Odontotaenius - Ogyges - Oileus - Orgyes - Petrejoides - Petrejus - Popilius | - Proculejus - Proculus - Publius - Spurius - Undulifer - Verres - Veturius - Vindex - Xylopassaloides |